# Sirona
Sirona est une déesse celtique, adorée principalement dans le centre-oriental du pays gaulois et le long du limes danubien. Déesse de la guérison, elle est représentée avec des œufs et un serpent, des attributs forts de sens pour l'époque : les œufs symbolisent la vie tandis que le serpent détient la mort.

## Description
Son nom, écrit différemment selon la région tel que : Sirona, Đirona, Thirona, signifierait "étoile, astre". Comme son nom l'indique, elle incarne la déesse de la lumière lunaire, assimilable ainsi à l'Artémis grecque ou bien même à celle romaine : Diane. La lumière lunaire, selon les croyances anciennes, a un rôle attractif sur l'eau souterraine. La croyance des jardiniers au calendrier lunaire en est un héritage. Notons que le phénomène des marées, corrélé aux phases de la lune, reste une explication de cette croyance généralisée de l'action lunaire sur les eaux ou sur les milieux vivants où l'abondance de l'eau est vital[réf. nécessaire].
Sirona est d'ailleurs associée à l'Apollon gaulois sous ces diverses formes : le dieu guérisseur Borvo ou le dieu Grannos. Tout comme celui-ci, Sirona préside également aux fontaines.

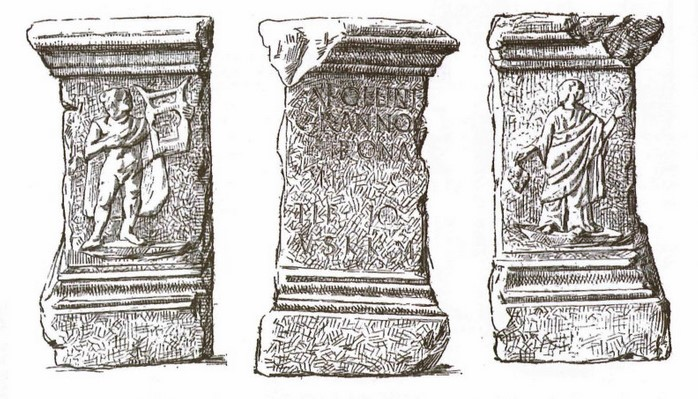
Autel d'Apollon Grannus et Sirona, Baumberg (Allemagne)

Son nom associé au dieu Apollon a été retrouvé en Lorraine, à la Sainte Fontaine sur la commune de Freyming-Merlebach en Moselle ou à l'ancienne fontaine de Graux dans les Vosges. Elle a aussi été associé à Apollon à Luxeuil, dans une dédicace trouvée sur un autel en grès blanc découvert dans le jardin de l'édifice thermal . Il se confond avec celui de la sœur d'Apollon, Diane à Lemberg en Moselle.
Sirona transparaît, sous des formes romanisées plus complexes, à Grand dans les Vosges. Cette déesse est représentée sur une stèle de Vienne-en-Val, dans le Loiret, à Flavigny (Cher), Le Mans (Sarthe).

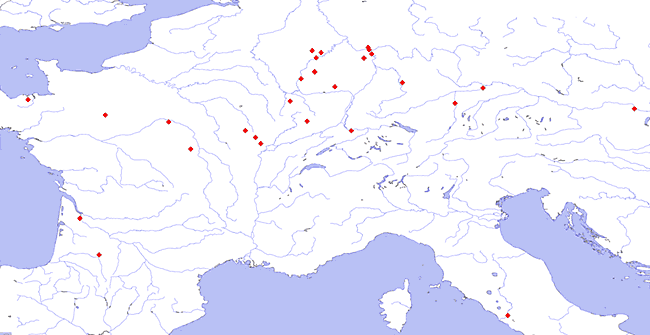
Carte montrant la distribution d'inscriptions et de représentations de Sirona.